# Nirgidma de Torhout
Nirgidma de Torhout, née le 24 décembre 1907 à Tokyo, décédée à Louveciennes le 28 septembre 1983, est une princesse mongole du peuple nomade Torgut, descendant de Genghis Khan, elle est également la grand-tante de Tsem Tulku Rinpoché. Elle parle quatre langues : le français, l'anglais, le chinois et le russe.

## Biographie

### Famille
Son grand-père est le prince Bayar des Torgut.
Son père était le prince Palta des Torgut, issu d’une longue lignée aristocratique Oïrats. Il étudie la science militaire à Tokyo de 1906 jusqu'en 1908. Il fut gouverneur de la province d’Altai de 1908 à 1917, puis devint sénateur de la République de Chine, il est marié à 2 femmes et également père de 4 enfants. Minjurdorj et Nirgidma sont issus du premier mariage, Tsedendorj et Sertso issus du second mariage d'une mère de la tribu Khoshuuds.
Son frère aîné, Minjurdorj (nom en chinois Mingyur Wang) fut admis en 1915 à l’école des officiers de Saint-Pétersbourg par faveur spéciale du Tsar Nicolas II. Il revint trois ans plus tard à Pékin, à la mort de son père, il hérite de  ses titres, il se consacra à l’augmentation du bien-être de son peuple avec sa femme, la Reine Dechen. En 1949, il fuit avec sa famille vers le Tibet, en passant vers l’Inde puis Taïwan. Il servit en tant que membre du parlement de Taiwan et mourut en 1975. Il est également le grand-père de Tsem Tulku Rinpoché.
Son second frère, Tsedendorj (nom en chinois Ce Shaozhen), fut envoyé en Allemagne d’où il revint au début de la Seconde Guerre mondiale pour enseigner l’allemand à l'université catholique de Pékin (il le raconte dans son autobiographie Flaneur im alten Peking, signée de son nom chinois Ce Shaozhen).
Sa sœur, Sertso, était douée en langue mongole, chinois, anglais, français et japonais, elle meurt à l'âge de 17 ans.

### Histoire
Pendant sa jeunesse, elle vécut dans les tentes et yourtes, dans les campements nomades, de l'une des plus grandes tribus des oïrats-Mongols, dans la province du nord-ouest du Xinjiang, parcourant les nombreuses steppes de l'Altaï de Mongolie, Chine et Russie, avec leurs troupeaux de chevaux, des chameaux et des moutons.
Elle reçoit une éducation occidentale suivant le souhait de son père à l’École du Sacré-Cœur de Pékin, puis dans des universités à Paris et Bruxelles, elle étudie la science politique, la littérature et la musique pendant sept ans. Son frère, Tsedendorj, pendant la même période gouverne l'aile orientale de la tribu des Torguts en Chine.
Elle est amie avec Pierre Teilhard de Chardin qu'elle rencontre entre 1923 et 1926 en Chine.
Elle rencontre un très grand nombre de personnalités dont : en 1929, le Suédois Frans August Larson, missionnaire en Mongolie ; en 1932, le Danois Henning Haslund-Christensen, explorateur et écrivain, spécialiste de la Mongolie et de sa culture ; en 1947, le Néerlandais Carl Barkman, diplomate et ambassadeur de la Grèce. Tous louent sa connaissance parfaite des langues (chinois, français, russe, anglais) et sa grande culture qui porte aussi bien sur l’Asie que sur l’Occident. Elle a été photographiée par Man Ray.
En 1931 dans la ville de Ürümqi, elle rencontre les Français Victor Point, Georges-Marie Haardt, Georges Le Fèvre, Louis Audouin-Dubreuil et André Sauvage lors de leur expédition Citroën Centre-Asie, connue aussi sous le nom de la Croisière jaune.
En novembre 1932, le magazine National Geographic lui consacre un article. Le correspondant et photographe Manyard Owen Williams prendra une photo d'elle. Elle y rencontre la même année dans la ville de Ürümqi (capitale du Xinjiang), Georges Le Fèvre, historien d'expédition pour ce même magazine.
De 1932 à 1935, l'explorateur danois Henning Haslund-Christensen écrit plusieurs ouvrages sur l'histoire des peuples mongols, sur leur façon de vivre, à partir des informations données par la Princesse Nirgidma.
En 1937 paraît le livre Dix-huit chants et poèmes mongols, recueil de La princesse Nirgidma de Torhout et traduit par Madame Humbert-Sauvageot, avec des notations musicales, texte mongol, commentaires et traductions, publié par la Librairie orientale Paul Geuthner, dans la collection Bibliothèque musicale du Musée Guimet, dirigée par Philippe Stern.
Le mercredi 14 décembre 1939 dans la ville de Shanghai en Chine, elle épouse le diplomate français, alors consul à Pékin, Michel Bréal (1896-1973) par la suite nommé comme ambassadeur en Afghanistan (1952-1954), au Laos (1954-1955) et en Thaïlande (1958-1959).
La Princesse a un fils vivant dans le sud de la France.
Elle meurt en 1983 à Paris.